# Куртулуш, Эдвин
Эдвин Куртулуш (швед. Edvin Kurtulus, алб. Edvin Kurtulush, тур. Edvin Kurtuluş; род. 5 марта 2000, Хальмстад) — косовский и шведский футболист, защитник клуба «Хальмстад» и сборной Швеции.

## Клубная карьера
Является воспитанником футбольного клуба «Хальмстад», в котором начал заниматься с пятилетнего возраста и прошёл путь от детских и юношеских команд до основной. 20 декабря 2018 года подписал с командой свой первый профессиональный контракт. С 2019 года стал привлекаться к тренировкам с основой. 16 февраля впервые попал в заявку клуба на официальный матч в рамках группового этапа кубка Швеции с «Эстерсундом», но на поле не появился. 5 мая впервые сыграл в Суперэттане. Куртулуш вышел в стартовом составе на домашнюю игру с «Эстером» и провёл на поле все 90 минут. 11 августа 2020 года забил первый гол, установив окончательный счёт в матче всё с тем же «Эстером». По итогам сезона 2020 года «Хальмстад» занял первую строчку в турнирной таблице и заработал повышение в классе на будущий год. 11 апреля 2021 года в первом туре нового чемпионата против «Хеккена» Куртулуш дебютировал в чемпионате Швеции, появившись на поле на 20-й минуте вместо получившего травму Фила Офосу-Айе.
12 августа 2021 года подписал контракт с «Хаммарбю». Срок соглашения рассчитан на три года, начиная с января 2022 года.

## Карьера в сборной
В августе 2020 года был вызван в молодёжную сборную Косово на матч отборочного турнира к чемпионату Европы против команды Англии. 4 сентября дебютировал за сборную, выйдя в стартовом составе на матч с англичанами, завершившийся разгромным поражением 0:6.

## Достижения
Хальмстад:
- Победитель Суперэттана: 2020

## Клубная статистика
| Выступление      | Выступление      | Выступление      | Лига | Лига | Кубки | Кубки | Конт. кубки | Конт. кубки | Итого | Итого |
| Клуб             | Лига             | Сезон            | Игры | Голы | Игры  | Голы  | Игры        | Голы        | Игры  | Голы  |
| ---------------- | ---------------- | ---------------- | ---- | ---- | ----- | ----- | ----------- | ----------- | ----- | ----- |
| Хальмстад        | Суперэттан       | 2019             | 11   | 0    | 1     | 0     | 0           | 0           | 12    | 0     |
| Хальмстад        | Суперэттан       | 2020             | 18   | 1    | 4     | 0     | 0           | 0           | 22    | 1     |
| Хальмстад        | Аллсвенскан      | 2021             | 21   | 0    | 1     | 0     | 0           | 0           | 22    | 0     |
| Хальмстад        | Итого            | Итого            | 50   | 1    | 6     | 0     | 0           | 0           | 56    | 1     |
| Всего за карьеру | Всего за карьеру | Всего за карьеру | 50   | 1    | 6     | 0     | 0           | 0           | 56    | 1     |